# Margaret Cavendish Bentinck

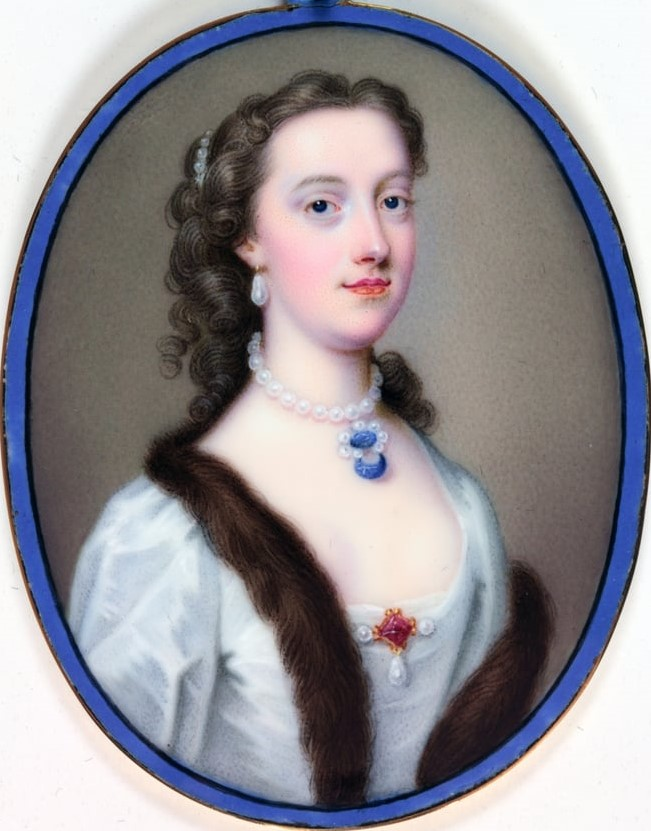
Margaret Cavendish Bentinck, Duchess of Portland, von Christian Friedrich Zincke, 1738

Margaret Cavendish Bentinck, Duchess of Portland, geb. Harley (* 11. Februar 1715 in London; † 17. Juli 1785 in Bulstrode, Buckinghamshire) war eine britische Botanikerin und Naturkundlerin.
Sie war zu Lebzeiten die reichste Frau Großbritanniens und verwendete beträchtliche Teile ihres Vermögens für ihre Kunst- und Naturkundesammlung in Bulstrode. Ihre Sammlung, das sogenannte Portland-Museum, war die größte Naturkundesammlung Großbritanniens im 18. Jahrhundert und vermutlich auch Europas. Sie übertraf die heute weitaus berühmtere Sammlung von Sir Hans Sloane im British Museum. Der Verkauf ihrer Sammlung nach ihrem Tod nahm 38 Tage in Anspruch und führte schließlich dazu, dass die Herzogin und ihre Sammlung in Vergessenheit gerieten. Sie war Mitglied der feministischen Blaustrumpfgesellschaft.

## Leben
Lady Margaret Cavendish Harley wurde am 11. Februar 1715 als einziges überlebendes Kind von Edward Harley, später 2. Earl of Oxford and Earl Mortimer (1689–1741) und seiner Frau Lady Henrietta Cavendish Holles (1694–1755), der damals reichsten Frau in England geboren. Ihre Mutter war die Alleinerbin ihres Vaters John Holles, 1. Duke of Newcastle († 1711) und brachte in die zwei Jahre zuvor geschlossene Ehe viel Geld und die Cavendish-Anwesen ihrer Mutter mit sich, die Margaret später erben und in ihre eigene Ehe einbringen sollte.
Margaret, die von den Eltern „Peggy“ gerufen wurde, war bald der Liebling des Literaturzirkels ihrer Eltern. Als sie fünf Jahre alt war, schrieb der Dichter Matthew Prior ein Gedicht für sie. Es wird oft als das schönste an ein Kind gerichtete Gedicht in englischer Sprache bezeichnet.
My noble, lovely, little Peggy,

Let this my First Epistle beg ye,

At dawn of morn, and close of even,

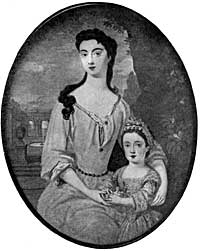
Margaret mit ihrer Mutter Henrietta Harley, 1717 von Bernard Lens

To lift your heart and hands to Heaven.

In double duty say your prayer:

Our Father first, then Notre Pere.

And, dearest child, along the day,

In every thing you do and say,

Obey and please my lord and lady,

So God shall love and angels aid ye.

If to these precepts you attend,

No second letter need I send,

And so I rest your constant friend.
Bereits als Kind zeigte sie ein reges Interesse an der Natur. Sie sammelte Tiere und naturkundliche Objekte, vor allem Muscheln, und wurde darin von ihrem Vater und Großvater Robert Harley ermutigt. Im Erwachsenenalter entwickelte sich ihre Sammelleidenschaft zu einem wissenschaftlichen Interesse an der Natur, das auch die Botanik umfasste. Als Kind erhielt sie auch Kunstunterricht vom Maler Bernard Lens III.
Am 11. Juni 1734 heiratete die 20-jährige Margaret Harley William Bentinck, 2. Duke of Portland (1709–1762). Ihre Eltern hatten Bentinck aus einer großen Anzahl Anwärter um ihre Hand ausgewählt, weil er ihrer Einschätzung nach am wenigsten zum Glücksspiel und anderen zeitgenössischen Lastern neigte. In der Tat gelang es William Bentinck im Gegensatz zu Margarets Vater und ihren beiden Söhnen ruinöse Ausgaben zu vermeiden. Margaret brachte in die Ehe 20.000 Pfund Mitgift ein, was dem halben Wert seiner Anwesen entsprach. Die Frischverheirateten ließen sich in Bulstrode, nahe Gerrards Cross in Buckinghamshire nieder und hatten zusammen sechs Kinder. Für die Ausbildung ihrer Kinder stellte die Herzogin ab 1739 bis zu deren Tod die Gelehrte und Feministin Elizabeth Elstob (1683–1756) ein.
Nach dem Tod ihres Mannes im Jahr 1762 heiratete Margaret Cavendish Bentinck kein zweites Mal, sondern widmete sich gänzlich dem Studium der Naturkunde und der Erweiterung ihrer immensen Sammlung im Portland-Museum. Neben dem Portland-Museum besaß Margaret Cavendish Bentinck auch einen Garten, ein Vogelhaus und eine Menagerie voller einheimischer und exotischer Tiere und züchtete Bienen und Hasen. Sie umgab sich mit einem Kreis an Wissenschaftlern und Intellektuellen und förderte viele davon auch finanziell, z. B. Mary Delaney und ihren Kaplan und Kurator ihrer Sammlung John Lightfoot, der 1781 Fellow der Royal Society wurde und ein Gründungsmitglied der Linnean Society of London war. Mit ihm zusammen erstellte sie ein Herbarium in Kew.
Die Herzogin war außerdem Teil eines Netzwerks von Botanikerinnen, zu denen auch Königin Charlotte gehörte und Mitglied der Blaustrumpfgesellschaft, einem Kreis aristokratischer Frauen, der sich bemühte intellektuelle Freiheit für Frauen in einer gesellschaftlich akzeptablen Form zu etablieren. Die Blaustrümpfe betätigten sich als Mäzene und Förderer für Bildung und Gelehrsamkeit und hielten Treffen in ihren Londoner Salons und ihren Landhäusern ab. Seit ihrem siebzehnten Lebensjahr war sie mit der als „Queen of the Blues“ bekannten Feministin Elizabeth Montagu befreundet.
Lady Margaret starb im Alter von 70 Jahren am 17. Juli 1785 in Bulstrode nach einer kurzen Krankheit.

## Wirken als Botanikerin und Naturkundlerin
Das große Werk der Herzogin waren ihr Garten und ihre immense Naturkundesammlung, deren Pflege und Erweiterung sie gut fünfzig Jahre ihres Lebens widmete. Es war ihr erklärtes Ziel, darin alle existierenden Arten der Welt zusammenzutragen und zu beschreiben. Der Tod ihres Kurators Daniel Solander und ihr eigener zwei Jahre später verhinderten jedoch die Erfüllung dieses Ziels. Trotz ihres privilegierten Status und ihres Reichtums war die Herzogin aber keineswegs eine Dilettantin. Ihr Wissen und ihr Netzwerk an wissenschaftlichen Gelehrten war beeindruckend und viele ihrer Zeitgenossen betonten ihre Gelehrsamkeit. Auch wenn sie keine Autobiografie hinterließ, zeugen ihre erhaltenen Unterlagen von ihrem Fachwissen.
Sie entwickelte auch eine Leidenschaft für Botanik und war mit Philip Miller, dem obersten Gärtner der Chelsea Physick Garden, und dem botanischen Illustrator Georg Dionysius Ehret befreundet. Letzterer fertigte für sie Zeichnungen britischer Pflanzen an. Über ihre Freundschaft zu Peter Collinson gelangte sie zudem an Zeichnungen von Muscheln des Amerikaners William Bartram. Auch war sie in Kontakt mit Joseph Banks und Daniel Solander, die sie nach ihrer Reise auf der Endeavour mit Captain Cook besuchten.
Mit dem Botaniker Jean-Jacques Rousseau stand sie 10 Jahre lang in Briefkontakt und tauschte Pflanzen, Sämereien und Bücher mit ihm aus. Im September 1766 begleitete er sie auf eine Expedition zur Suche wilder Pflanzen im Peak District. Trotz seiner sonst negativen Ansichten über Frauen in der Wissenschaft, bewunderte er ihre Belesenheit, erkannte ihr Wissen als seinem überlegen an und bezeichnete sie als nur eine von zwei Vertreterinnen ihres Geschlechts unter den „wenigen wahren Botanikern“. Er zeigte sich auch beeindruckt vom körperlichen Durchhaltevermögen, das die damals über 50-Jährige bei der Expedition an den Tag legte.

## Nachwirken
Obwohl ihre Sammlung die größte und bekannteste ihrer Art in Großbritannien war, gerieten das Portland-Museum und die Herzogin selbst nach ihrem Tod schnell in Vergessenheit. Hauptsächlicher Grund dafür war die Auflösung des Portland-Museums durch ihre Erben. Der Verkauf der Sammlung im Jahr 1786 dauerte insgesamt 38 Tage und umfasste 4000 Auktionsobjekte. Nur acht Tage der Auktion beschäftigten sich nicht mit Muscheln, Erzen, Fossilien, Vogeleiern und Naturkunde. Der Verkauf sollte die angeschlagenen Familienfinanzen wieder auffrischen, die durch die teure Stimmenwerbung ihres älteren Sohnes William Henry Cavendish-Bentinck (später Premierminister) und den ausschweifende Lebensstil ihres jüngeren Sohnes gelitten hatten. Wäre die Sammlung Margaret Cavendish Bentincks intakt geblieben, wäre ihr Ruhm als große Sammlerin, gleichauf mit Hans Sloane, sicher gewesen. Lediglich die sogenannte Portlandvase, das Prunkstück ihrer Sammlung, und ein von ihr selbst entworfenes Tee-Service wurden von William Cavendish Bentinck später zurückgekauft.
1977 wurde von der aktuellen Duchess of Portland zu Ehren Margaret Bentincks die Harley Foundation gegründet. Auf dem herzoglichen Anwesen Welbeck, welches sich seit dem 17. Jahrhundert im Besitz der Cavendish-Bentinck-Familie befindet, war auf Betreiben der Foundation von 2006 bis 2008 die Ausstellung The Duchess of Curiosities. The first exhibition to explore the forgotten life of Margaret Cavendish, Duchess of Portland, one of the eighteenth century’s greatest collectors zu sehen.

## Ehe und Nachkommen
Margaret Harley heiratete 1734 William Bentinck, 2. Duke of Portland, mit dem sie sechs Kinder hatte. Vier davon erreichten das Erwachsenenalter.
- Lady Elizabeth Bentinck (1735–1825) ⚭ 1759 Thomas Thynne, 1. Marquess of Bath;
- Lady Henrietta Bentinck (1737–1827) ⚭ 1763 George Grey, 5. Earl of Stamford;
- William Cavendish-Bentinck, 3. Duke of Portland (1738–1809);
- Lady Margaret Bentinck (um 1739/40–1756), starb unverheiratet als 16-Jährige;
- Lady Frances Bentinck (um 1740/41–1743), starb als Kleinkind;
- Lord Edward Charles Bentinck (1744–1819) ⚭ 1782 Elizabeth Cumberland.